# Tom Bell
Tom Bell est un acteur britannique né le 2 août 1933 à Liverpool et mort le 4 octobre 2006 à Brighton.

## Filmographie partielle
- 1960 : Les Criminels de Joseph Losey : Flynn
- 1961 : Echo of Barbara de Sidney Hayers : Ben
- 1961 : Les Gangsters (Payroll) de Sidney Hayers : Blackie
- 1961 : The Kitchen (en) de James Hill : Paul
- 1962 : La Chambre indiscrète de Bryan Forbes : Toby
- 1962 : Les Clés de la citadelle de Cliff Owen : Fenner
- 1962 : Les Mutinés du Téméraire de Lewis Gilbert : Evans
- 1964 : Sands of Beersheba : Dan
- 1965 : Ballade en bleu : Steve Collins
- 1965 : He Who Rides a Tiger : Peter Rayston
- 1965 : Theatre 625
- 1967 : The Violent Enemy : Sean Rogan
- 1968 : En pays ennemi (In Enemy Country) de Harry Keller : Ian
- 1968 : Un jour parmi tant d'autres : Tom Cooper
- 1969 : Lock Up Your Daughters! : Shaftoe
- 1971 : All the Right Noises : Len
- 1971 : Quest for Love : Colin Trafford
- 1972 : Straight on Till Morning : Jimmy Lindsay
- 1975 : Le Froussard héroïque : De Gautet
- 1978 : The Sailor's Return : William Targett
- 1984 : Summer Lightning : Mr Clark
- 1985 : The Innocent (en) : Frank Dobson
- 1987 : The Magic Toyshop : Uncle Philip
- 1987 : Too much ! : Eric
- 1989 : Resurrected : Mr. Deakin
- 1990 : Les Frères Krays : Jack 'The Hat' McVitie
- 1991 : L'Âge de vivre : Fairfax
- 1991 : Prospero's Books : Antonio
- 1993 : Sensatsiya : American Scientifique
- 1995 : Feast of July : Ben Wainwright
- 1995 : The Great Kandinsky
- 1997 : Au cœur de la tourmente : Isaac Foster
- 1997 : Preaching to the Perverted : Henry Harding MP
- 1997 : The Boxer : Père de Joe MaGuire (non crédité)
- 1999 : Swing : Sid Luxford
- 1999 : Tube Tales (segment "Horny")
- 2001 : Lava : Eric
- 2001 : My Kingdom : Quick
- 2001 : The Last Minute : Grimshanks
- 2002 : Long Time Dead : Becker
- 2003 : Devil's Gate : Jake
- 2003 : Oh Marbella ! : Ronnie
- 2006 : Dead Man's Cards : Billy le Cowboy
- 2008 : Love Me Still : Lenny Ronson

## Télévision
- 1967 : Le Virginien saison 06 épisode 05 (Johnny Moon) : Johnny Moon